# Coursetia fruticosa
Coursetia fruticosa är en ärtväxtart som först beskrevs av Antonio José Cavanilles, och fick sitt nu gällande namn av James Francis Macbride. Coursetia fruticosa ingår i släktet Coursetia, och familjen ärtväxter. Inga underarter finns listade i Catalogue of Life.